# Jomfrufødsel
Jomfrufødsel er betegnelsen for det kristne dogme, at Jesus blev undfanget ved Helligånden og født af en jomfru og er den udbredte opfattelse i al traditionel kristendom. Jomfrufødslen er forudsagt i Gammel testamente, og bevidnes i Matthæusevangeliet og Lukasevangeliet, der begge fortæller, at Maria blev gravid ved Helligånden, samt i Johannesevangeliets første kapitel, hvor det forklares at Ordet fra Gud, som selv var Gud, blev kød ved Jesu fødsel. I modsætningen til mange øvrige religioner skal jomfrufødslen forstås i strikteste forstand uden nogen naturlig eller overnaturlig farfunktion. At Helligånden skulle komme over hende (overskygge hende) hentyder ikke til nogen seksuelt akt men til en gerning parallel med skabelsen og frelseshistorien. Altså som et under, det skete med Maria.

## Historisk
Dato for jomfrufødslen kendes ikke fra de hellige skrifter. Den romerske kejser reintroducerede fejringen af guddommen Sol Invictus i år 274, og kristne valgte at overtage denne dato for at markere overgangen fra soldyrkelse til kristusdyrkelse. Fejringen havnede dermed den 25. december, uden at nogen har påstået, at det skulle være den eksakte dato for Jesu fødsel .

## Den kristne opfattelse
I den mest almindelige kristne trosbekendelse, den apostolske trosbekendelse, bekendes det at Jesus var født af Jomfru Maria, og det udtrykker hvordan Jesu fødsel var et unikt mirakel og en understregning af, at han var den ventede og lovede Messias fra Det Gamle Testamente. Jomfrufødslen er forudsætningen for inkarnationslæren, at det var Gud selv, der blev menneske i Jesus, men i ligeså høj grad et vidnesbyrd om Jesu menneskelighed, at Jesus er af Adams slægt.

## Muslimsk opfattelse
I muslimsk tro anses Jesus også for født af en jomfru, men uden guddommelighed.

## Partenogenese
Partenogenese (det græske ord for jomfrufødsel) er betegnelsen for et usædvanligt naturfænomen, hvor visse arter under ekstreme tilfælde forplanter sig uden en han, altså en naturlig jomfrufødsel.